# Anidrytus
Anidrytus es un género de coleóptero de la familia Endomychidae.

## Especies
Las especies de este género son:
- Anidrytus amazoniens
- Anidrytus atratulus
- Anidrytus batesi
- Anidrytus bechyneorum
- Anidrytus bipunctatus
- Anidrytus cardisoma
- Anidrytus championi
- Anidrytus circumcintus
- Anidrytus compactus
- Anidrytus comptus
- Anidrytus contractas
- Anidrytus decoratus
- Anidrytus depressus
- Anidrytus dolosus
- Anidrytus ephippium
- Anidrytus fuscus
- Anidrytus gerstaeckeri
- Anidrytus gibbosus
- Anidrytus glaber
- Anidrytus grandis
- Anidrytus guatemalae
- Anidrytus helvolus
- Anidrytus hilaris
- Anidrytus humeralis
- Anidrytus humerosus
- Anidrytus humilis
- Anidrytus juvencus
- Anidrytus lattis
- Anidrytus liquefactus
- Anidrytus lugubris
- Anidrytus major
- Anidrytus marginatus
- Anidrytus mexicanus
- Anidrytus nigricans
- Anidrytus nigropiceus
- Anidrytus nimbiferus
- Anidrytus nitidularius
- Anidrytus ovatulus
- Anidrytus pantherinus
- Anidrytus parallelus
- Anidrytus pardalinus
- Anidrytus parki
- Anidrytus pilosus
- Anidrytus plagiatus
- Anidrytus quadripunctatus
- Anidrytus scalaris
- Anidrytus spadiceus
- Anidrytus stenus
- Anidrytus trinitatis
- Anidrytus unicolor
- Anidrytus variegatus